# Marshall Thompson
Pour les articles homonymes, voir Thompson.
Marshall Thompson est un acteur, scénariste, réalisateur et producteur américain né le 27 novembre 1925 à Peoria, Illinois et mort le 18 mai 1992 à Royal Oak (Michigan).

## Biographie

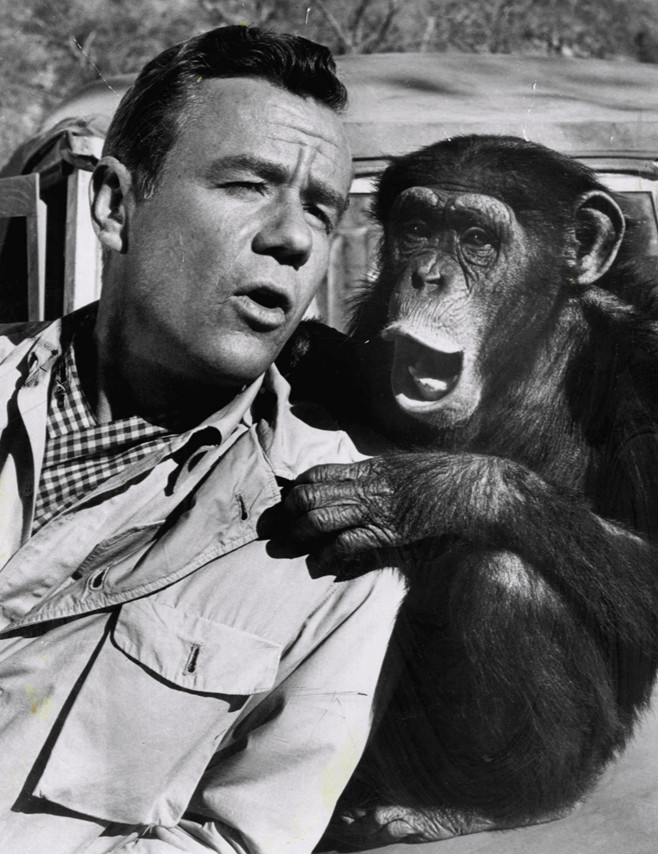
Marshall Thompson dans la série Daktari, avec la guenon Judy

Marshall Thompson commence sa carrière au cinéma dans les années 1940, en enchaînant des rôles dans des films en tout genre. Il devient dans les années 1950, un acteur indépendant, travaillant dans différents studios.
C'est avec la série télévisée Daktari qu'il connait une grande notoriété internationale. Personnage principal de la série, il incarne durant 89 épisodes, le rôle de Marsh Tracy, un vétérinaire de brousse.
Également auteur, producteur et scénariste, il collabore dans d'autres œuvres pour la MGM Television, comme la série Flipper le dauphin, où il apparaît d'ailleurs dans un épisode.
Il meurt le 18 mai 1992 à Royal Oak d'une insuffisance cardiaque.

## Filmographie

### Comme acteur
- 1944 : Henry Aldrich, Boy Scout (en) de Hugh Bennett (en) : Senior Patrol Leader
- 1944 : Prisonniers de Satan (The Purple Heart) de Lewis Milestone : Crewman of the 'Mrs. Murphy'
- 1944 : Reckless Age (en) de Felix E. Feist : Roy Connors
- 1944 : Blonde Fever (en) de Richard Whorf  : Freddie Bilson
- 1945 : L'Horloge (The Clock) de Vincente Minnelli : Bill
- 1945 : La Vallée du jugement (The Valley of Decision) de Tay Garnett : Ted Scott
- 1945 : Twice Blessed de Harry Beaumont : Jimmy
- 1945 : Les Sacrifiés (They Were Expendable) de John Ford : Ens. 'Snake' Gardner
- 1946 : L'Ange et le Bandit (Bad Bascomb) de S. Sylvan Simon : Jimmy Holden
- 1946 : The Cockeyed Miracle de S. Sylvan Simon : Jim Griggs
- 1946 : Gallant Bess de Andrew Barton : Tex Barton
- 1946 : Cœur secret (The Secret Heart) de Robert Z. Leonard : Brandon Reynolds
- 1946 : Le Vantard (en) (The Show-Off) de Harry Beaumont : Joe Fisher
- 1947 : L'Heure du pardon (The Romance of Rosy Ridge) de Roy Rowland : Ben Mac Bean
- 1948 : L'Indomptée (B .F.'s Daughter) de Robert Z. Leonard : The Sailor
- 1948 : Le Retour (Homecoming) de Mervyn LeRoy : Staff Sgt. 'Mac' McKeen
- 1948 : Ma vie est une chanson (Words and Music) de Norman Taurog : Herbert Fields
- 1948 : Tragique Décision (Command Decision) de Sam Wood : Capt. George Washington Bellpepper Lee
- 1949 : Roseanna McCoy d'Irving Reis : Tolbert McCoy
- 1949 : Bastogne (Battleground) de William Wellman : Pvt. Jim Layton
- 1950 : Stars in My Crown : Narrator (adult John Kenyon) (voix)
- 1950 : Le Mystère de la plage perdue (Mystery Street) de John Sturges : Henry Shanway
- 1950 : La Porte du diable (Devil's Doorway) de Anthony Mann : Rod MacDougall
- 1950 : Les Âmes nues (Dial 1119) de Gerald Mayer : Gunther Wyckoff
- 1951 : Le Grand Attentat (The Tall Target) : Lance Beaufort
- 1951 : The Basketball Fix de Felix E. Feist : Johnny Long
- 1952 : My Six Convicts de Hugo Fregonese : Blivens Scott
- 1952 : The Rose Bowl Story de William Beaudine : Steve Davis
- 1953 : The Caddy de Norman Taurog : Bruce Reeber
- 1954 : Port of Hell de Harold Schuster : Marshall 'Marsh' Walker
- 1955 : Battle Taxi de Herbert L. Strock : 2nd Lt. Tim Vernon
- 1955 : Crashout de Lewis R. Foster : Billy Lang
- 1955 : Cult of the Cobra de Francis D. Lyon : Tom Markel
- 1955 : L'Enfer des hommes (To Hell and Back) de Jesse Hibbs : Johnson
- 1955 : Bonjour Miss Dove de Henry Koster : Wilfred Banning Pendleton III
- 1956 : Down Liberty Road de Harold D. Schuster
- 1957 : La Grande caccia de Arnold Belgard et Edoardo Capolino : Marsh Connors
- 1957 : Le Secret des eaux mortes (en) (Lure of the Swamp) de Hubert Cornfield : Simon Lewt
- 1958 : Monstres invisibles (Fiend Without a Face) de Arthur Crabtree : Maj. Jeff Cummings
- 1958 : La Fusée de l'épouvante (It! The Terror from Beyond Space) d'Edward Cahn : Col. Edward Carruthers
- 1958 : The Secret Man de Ronald Kinnoch : Dr. Cliff Mitchell
- 1959 : Le Pionnier de l'espace (First Man Into Space) de Robert Day : Commander Charles Ernest Prescott
- 1959 : World of Giants (série télévisée) : Mel Hunter
- 1960 : Angel (série télévisée) : Johnny Smith
- 1962 : Flight of the Lost Balloon de Nathan Juran : Doctor Farady
- 1962 : L'Aigle de Guam (No Man Is an Island) de John Monk Jr. et Richard Goldstone : Jonn Sonnenberg
- 1964 : A Yank in Viet-Nam : Major Benson (+ réalisateur)
- 1964 : The Mighty Jungle : Marsh Connors
- 1965 : Zebra in the Kitchen : Shaving Man
- 1965 : Clarence, le lion qui louchait : Dr. Marsh Tracy
- 1966-1969 : Daktari (Daktari) (série télévisée) : Dr. Marsh Tracy
- 1966 : Flipper le dauphin (série télévisée), épisode,"La chasse aux requins" : Le scientifique, spécialiste des requins.
- 1966 : To the Shores of Hell de Will Zens : Maj. Greg Donahue
- 1966 : Le Tour du monde sous les mers (Around the World Under the Sea) de Andrew Marton : Dr. Orin Hillyard
- 1969 : Jambo (série télévisée) : Host / Narrator (1969-71)
- 1970 : Ride the Tiger (TV)
- 1972 : George (série télévisée) : Jim
- 1972 : George : Jim Paulsen (+ producteur)
- 1973 : Les Rues de San Francisco (TV) - Saison 2, épisode 3 (For the Love of God) : Father Carey
- 1977 : The Turning Point de Herbert Ross : Carter
- 1978 : Cruise Into Terror (TV) : Bennett
- 1978 : Colorado (Centennial) (feuilleton TV) : Dennis
- 1980 : La Formule de John G. Avildsen : Géologiste
- 1982 : Dressé pour tuer (White Dog) de Samuel Fuller : Directeur
- 1983 : Bog : Dr. Brad Wednesday
- 1986 : Dallas : Quand tout a commencé... (Dallas : The Early Years) (TV) : Dr Ted Johnson
- 1991 : McBain : Mr. Rich